# Reykjavíkurflugvöllur
Reykjavíkurflugvöllur (IATA: RKV, ICAO: BIRK) is de regionale luchthaven van de stad Reykjavik, de hoofdstad van IJsland. De luchthaven ligt twee kilometer buiten het stadscentrum. Er vertrekken alleen binnenlandse vluchten. Voor alle andere internationale vluchten is er de luchthaven Keflavík op 50 km ten zuidwesten van Reykjavik. 
De luchthaven is aangelegd in de Tweede Wereldoorlog door de Britten, die IJsland toen om strategische redenen bezet hielden. Zij bevindt zich op een hoogte van 14 meter boven het gemiddelde zeeniveau en heeft twee start-en landingsbanen met een lengte die varieert van 1230 meter (baan 2) tot 1567 meter (baan 1).

## Luchtvaartmaatschappijen en bestemmingen
| Luchtvaartmaatschappij | Bestemming                              |
| ---------------------- | --------------------------------------- |
| Icelandair             | Akureyri, Egilsstaðir, Höfn, Ísafjörður |
| Norlandair             | Bíldudalur, Gjögur Airport, Höfn        |